# Typ 70
Typ 70 je čínský raketomet. Montuje se na návěs nebo pásové bojové vozidlo pěchoty YM531. Stejně jako ostatní čínské raketomety používá i typ 70 rakety ráže 130 mm. V čínsko vietnamské válce v roce 1979 byl používán oběma stranami.